# 尹三聘 (南明)
尹三聘（1606年—？），字莘耕，又字簡在，號芙山，長沙府安化縣常豐鄉太平塅人，南明政治人物。

## 生平
尹三聘生於万历十四年（1606年），崇祯元年（1628年）獲拔贡為贡生，後流落到廣西教授生徒；隆武二年（1646年）中舉人，獲授國子助教；他侍奉劉承胤，累遷虞衡主事、儀制員外郎、鴻臚卿，自戶科給事中轉為工科都給事中。之後他外任出為澂江知府，調往武定，穩定當地政務政，漢人和夷族都感到高興，御史昆明王釗為他寫文歌頌功德。他進入戶科後，與吳其靁、洪士彭隨同永曆帝到肇慶，勾結李元胤等人交替地上疏攻擊魯可藻，招致魯可藻辭官；他任職虞衡郎中，陞官通政使。西洋人瞿紗微（西班牙語：Andreas Xavier Koffer）提交新曆法，尹三聘就上奏擅用夷曆會擾亂祖制，請求繼續使用大統曆，獲准許，擢升為兵部右侍郎。
後來他跟隨永曆帝到安龍，在永曆五年（1651年）晉升工部尚書，次年（1652年）吳弘業去世後調職刑部尚書，至永昌時貶為通政使。永曆十三年（1659年），他在擔任兵部事工部右侍郎期間以忠義遊說楊武收復騰越州，並上奏報捷；而永曆帝則頒下至今存世的最後一份聖旨褒獎，擢升他為兵部左侍郎。可是楊武很快就叛變投清，滇京失守後出家為僧，更名如晦，稱「自明和尚」，直到去世。

## 引用
1. 1 2  錢海岳《南明史·卷五十六·列傳第三十二》：尹三聘，字莘耕，安化人。隆武二年舉於鄉。授國子助教。事劉承胤，累遷虞衡主事、儀制員外郎、鴻臚卿，自戶科給事中轉工科都給事中。出為澂江知府，調武定，吏安其政，民夷樂之，御史昆明王釗為文頌德。後入為戶科，與吳其靁、洪士彭從扈肇慶，比李元胤等，迭疏訐魯可藻，速其去。除虞衡郎中，陞通政使。西洋瞿紗微進新曆。三聘奏擅用夷曆，爚亂祖制，請仍用大統曆。從之，後擢兵部右侍郎。
2. 1 2 3  黄清和. . 湖南档案. 1995, 5: 38.
3. ↑  錢海岳《南明史·卷二十四·表第十》永曆五年辛卯條：尹三聘 正月任（工部尚書）。
4. ↑  錢海岳《南明史·卷二十四·表第十》永曆六年壬辰條：尹三聘 十月任（刑部尚書）。
5. ↑  錢海岳《南明史·卷五十六·列傳第三十二》：從扈安龍，晉工部尚書，繼吳弘業調刑部，從扈永昌，謫通政使。說楊武忠義，起兵騰越。滇京亡，為僧。